# Campeonato Mundial de Patinação Artística no Gelo de 2000
O Campeonato Mundial de Patinação Artística no Gelo de 2000 foi a nonagésima edição do Campeonato Mundial de Patinação Artística no Gelo, um evento anual de patinação artística no gelo organizado pela União Internacional de Patinação (em inglês:  International Skating Union) onde os patinadores artísticos competem pelo título de campeão mundial. A competição foi disputada entre os dias 23 de março e 3 de abril, no Palais des Exposition Nice, localizado na cidade de Nice, França.

## Eventos
- Individual masculino
- Individual feminino
- Duplas
- Dança no gelo

## Medalhistas
| Evento                        | Ouro                                        | Prata                                            | Bronze                                           |
| Individual masculino detalhes | Alexei Yagudin · Rússia                     | Elvis Stojko · Canadá                            | Michael Weiss · Estados Unidos                   |
| Individual feminino detalhes  | Michelle Kwan · Estados Unidos              | Irina Slutskaya · Rússia                         | Maria Butyrskaya · Rússia                        |
| Duplas detalhes               | Maria Petrova · Alexei Tikhonov · Rússia    | Shen Xue · Zhao Hongbo · China                   | Sarah Abitbol · Stephane Bernadis · França       |
| Dança no gelo detalhes        | Marina Anissina · Gwendal Peizerat · França | Barbara Fusar-Poli · Maurizio Margaglio · Itália | Margarita Drobiazko · Povilas Vanagas · Lituânia |

## Resultados

### Individual masculino
| Pos.                                                  | Nome                  | Nacionalidade    | Pontos | QA | QB | PC | PL |
| ----------------------------------------------------- | --------------------- | ---------------- | ------ | -- | -- | -- | -- |
| Medalha de ouro                                       | Alexei Yagudin        | Rússia           | 2.0    |    | 1  | 1  | 1  |
| Medalha de prata                                      | Elvis Stojko          | Canadá           | 5.4    | 1  |    | 5  | 2  |
| Medalha de bronze                                     | Michael Weiss         | Estados Unidos   | 5.6    |    | 2  | 3  | 3  |
| 4                                                     | Evgeni Plushenko      | Rússia           | 6.0    | 2  |    | 2  | 4  |
| 5                                                     | Li Chengjiang         | China            | 12.0   |    | 3  | 8  | 6  |
| 6                                                     | Alexander Abt         | Rússia           | 15.6   | 3  |    | 4  | 12 |
| 7                                                     | Stanick Jeannette     | França           | 16.0   | 5  |    | 10 | 8  |
| 8                                                     | Guo Zhengxin          | China            | 16.0   | 4  |    | 9  | 9  |
| 9                                                     | Vincent Restencourt   | França           | 16.4   |    | 7  | 11 | 7  |
| 10                                                    | Takeshi Honda         | Japão            | 17.2   |    | 5  | 17 | 5  |
| 11                                                    | Timothy Goebel        | Estados Unidos   | 17.4   | 8  |    | 7  | 10 |
| 12                                                    | Anthony Liu           | Austrália        | 20.4   | 7  |    | 6  | 14 |
| 13                                                    | Vitali Danilchenko    | Ucrânia          | 20.6   | 6  |    | 12 | 11 |
| 14                                                    | Stefan Lindemann      | Alemanha         | 22.4   |    | 4  | 13 | 13 |
| 15                                                    | Dmitri Dmitrenko      | Ucrânia          | 27.2   |    | 8  | 15 | 15 |
| 16                                                    | Andrejs Vlascenko     | Alemanha         | 28.0   |    | 6  | 16 | 16 |
| 17                                                    | Roman Skorniakov      | Uzbequistão      | 31.8   | 10 |    | 18 | 17 |
| 18                                                    | Ivan Dinev            | Bulgária         | 32.0   | 9  |    | 14 | 20 |
| 19                                                    | Ben Ferreira          | Canadá           | 34.4   | 11 |    | 20 | 18 |
| 20                                                    | Michael Tyllesen      | Dinamarca        | 34.4   |    | 10 | 19 | 19 |
| 21                                                    | Markus Leminen        | Finlândia        | 40.0   |    | 12 | 22 | 22 |
| 22                                                    | Patrick Meier         | Suíça            | 40.2   |    | 9  | 21 | 24 |
| 23                                                    | Sergei Rylov          | Azerbaijão       | 40.6   | 13 |    | 24 | 21 |
| 24                                                    | Konstantin Kostin     | Letônia          | 41.6   | 12 |    | 23 | 23 |
| Não avançaram para a patinação livre / programa longo |                       |                  |        |    |    |    |    |
| 25                                                    | Vakhtang Murvanidze   | Geórgia          |        |    | 13 | 25 |    |
| 26                                                    | Szabolcs Vidrai       | Hungria          |        |    | 11 | 27 |    |
| 27                                                    | Yamato Tamura         | Japão            |        | 14 |    | 26 |    |
| 28                                                    | Cornel Gheorghe       | Romênia          |        |    | 14 | 28 |    |
| 29                                                    | Matthew Davies        | Reino Unido      |        | 15 |    | 29 |    |
| 30                                                    | Yuri Litvinov         | Cazaquistão      |        |    | 15 | 30 |    |
| Não avançaram para o programa curto                   |                       |                  |        |    |    |    |    |
| 31                                                    | Kevin Van Der Perren  | Bélgica          |        |    | 16 |    |    |
| 31                                                    | Robert Grzegorczyk    | Polônia          |        | 16 |    |    |    |
| 33                                                    | Lee Kyu-Hyun          | Coreia do Sul    |        | 17 |    |    |    |
| 33                                                    | Robert Kazimir        | Eslováquia       |        |    | 17 |    |    |
| 35                                                    | Michael Shmerkin      | Israel           |        | 18 |    |    |    |
| 35                                                    | Patrick Schmit        | Luxemburgo       |        |    | 18 |    |    |
| 37                                                    | Bradley Santer        | Austrália        |        | 19 |    |    |    |
| 37                                                    | Angelo Dolfini        | Itália           |        |    | 19 |    |    |
| 39                                                    | Ricky Cockerill       | Nova Zelândia    |        |    | 20 |    |    |
| 39                                                    | Jan Cejvan            | Eslovênia        |        | 20 |    |    |    |
| 41                                                    | Lukas Rakowski        | República Tcheca |        | 21 |    |    |    |
| 41                                                    | Clemens Jonas         | Áustria          |        |    | 21 |    |    |
| 43                                                    | Jordi Pedro           | Espanha          |        |    | 22 |    |    |
| 43                                                    | Margus Hernits        | Estônia          |        | 22 |    |    |    |
| 45                                                    | Filip Stiller         | Suécia           |        | 23 |    |    |    |
| 45                                                    | Panagiotis Markouizos | Grécia           |        |    | 23 |    |    |
| 47                                                    | Ricardo Olavarrieta   | México           |        | 24 |    |    |    |

### Individual feminino
| Pos.                                                  | Nome                    | Nacionalidade  | Pontos | QA | QB | PC | PL |
| ----------------------------------------------------- | ----------------------- | -------------- | ------ | -- | -- | -- | -- |
| Medalha de ouro                                       | Michelle Kwan           | Estados Unidos | 3.6    | 2  |    | 3  | 1  |
| Medalha de prata                                      | Irina Slutskaya         | Rússia         | 3.6    | 1  |    | 2  | 2  |
| Medalha de bronze                                     | Maria Butyrskaya        | Rússia         | 4.0    |    | 1  | 1  | 3  |
| 4                                                     | Vanessa Gusmeroli       | França         | 9.2    | 7  |    | 4  | 4  |
| 5                                                     | Sarah Hughes            | Estados Unidos | 9.2    | 3  |    | 5  | 5  |
| 6                                                     | Viktoria Volchkova      | Rússia         | 13.4   | 4  |    | 8  | 7  |
| 7                                                     | Julia Sebestyen         | Hungria        | 14.4   |    | 3  | 7  | 9  |
| 8                                                     | Jennifer Robinson       | Canadá         | 15.0   | 6  |    | 11 | 6  |
| 9                                                     | Angela Nikodinov        | Estados Unidos | 16.6   | 5  |    | 6  | 11 |
| 10                                                    | Elena Liashenko         | Ucrânia        | 17.6   |    | 4  | 10 | 10 |
| 11                                                    | Mikkeline Kierkgaard    | Dinamarca      | 17.8   |    | 2  | 15 | 8  |
| 12                                                    | Yoshie Onda             | Japão          | 22.4   | 8  |    | 12 | 12 |
| 13                                                    | Sabina Wojtala          | Polônia        | 24.0   | 9  |    | 9  | 15 |
| 14                                                    | Diana Poth              | Hungria        | 25.2   |    | 11 | 13 | 13 |
| 15                                                    | Alisa Drei              | Finlândia      | 27.2   |    | 7  | 14 | 16 |
| 16                                                    | Anna Rechnio            | Polônia        | 27.8   |    | 9  | 17 | 14 |
| 17                                                    | Zoya Douchine           | Alemanha       | 32.4   |    | 6  | 20 | 18 |
| 18                                                    | Tatiana Malinina        | Uzbequistão    | 32.4   |    | 5  | 19 | 19 |
| 19                                                    | Silvia Fontana          | Itália         | 33.6   | 10 |    | 21 | 17 |
| 20                                                    | Anna Lundstrum          | Suécia         | 34.0   |    | 8  | 18 | 20 |
| 21                                                    | Galina Maniachenko      | Ucrânia        | 34.2   |    | 9  | 16 | 21 |
| 22                                                    | Sun Siyin               | China          | 40.4   | 13 |    | 22 | 22 |
| 23                                                    | Ivana Jakupcevic        | Croácia        | 42.8   | 12 |    | 25 | 23 |
| 24                                                    | Shirene Human           | África do Sul  | 43.0   |    | 13 | 23 | 24 |
| Não avançaram para a patinação livre / programa longo |                         |                |        |    |    |    |    |
| 25                                                    | Kaja Hanevold           | Noruega        |        |    | 15 | 24 |    |
| 26                                                    | Roxana Luca             | Romênia        |        |    | 12 | 26 |    |
| 27                                                    | Julia Lebedeva          | Armênia        |        | 14 |    | 27 |    |
| 28                                                    | Anastasia Gimazetdinova | Uzbequistão    |        | 11 |    | 29 |    |
| 29                                                    | Valeria Trifancova      | Letônia        |        |    | 14 | 28 |    |
| 30                                                    | Marion Krijgsman        | Países Baixos  |        | 15 |    | 30 |    |
| Não avançaram para o programa curto                   |                         |                |        |    |    |    |    |
| 31                                                    | Julia Vorobieva         | Azerbaijão     |        |    | 16 |    |    |
| 31                                                    | Mojca Kopac             | Eslovênia      |        | 16 |    |    |    |
| 33                                                    | Olga Vassilieva         | Estônia        |        | 17 |    |    |    |
| 33                                                    | Ellen Mareels           | Bélgica        |        |    | 17 |    |    |
| 35                                                    | Anna Wenzel             | Áustria        |        | 18 |    |    |    |
| 35                                                    | Lucia Starovicova       | Eslováquia     |        |    | 18 |    |    |
| 37                                                    | Tamsin Sear             | Reino Unido    |        | 19 |    |    |    |
| 37                                                    | Sarah-Yvonne Prytula    | Austrália      |        |    | 19 |    |    |
| 39                                                    | Nicole Skoda            | Suíça          |        | 20 |    |    |    |
| 39                                                    | Diane Chen              | Taipé Chinesa  |        |    | 20 |    |    |
| 41                                                    | Liza Menagia            | Grécia         |        |    | 21 |    |    |
| 41                                                    | Marta Andrade           | Espanha        |        | 21 |    |    |    |
| 43                                                    | Rocio Salas Visuet      | México         |        |    | 22 |    |    |
| 43                                                    | Choi Young-Eun          | Coreia do Sul  |        | 22 |    |    |    |
| 45                                                    | Helena Pajovic          | Iugoslávia     |        | 23 |    |    |    |

### Duplas
| Medalha de ouro                                       | Maria Petrova / Alexei Tikhonov         | Rússia           | 2.0  | 2  | 1  |
| Medalha de prata                                      | Shen Xue / Zhao Hongbo                  | China            | 2.5  | 1  | 2  |
| Medalha de bronze                                     | Sarah Abitbol / Stephane Bernadis       | França           | 5.0  | 4  | 3  |
| 4                                                     | Jamie Sale / David Pelletier            | Canadá           | 5.5  | 3  | 4  |
| 5                                                     | Dorota Zagorska / Mariusz Siudek        | Polônia          | 8.5  | 7  | 5  |
| 6                                                     | Tatiana Totmianina / Maxim Marinin      | Rússia           | 10.0 | 8  | 6  |
| 7                                                     | Kyoko Ina / John Zimmerman              | Estados Unidos   | 10.0 | 6  | 7  |
| 8                                                     | Peggy Schwarz / Mirko Muller            | Alemanha         | 11.5 | 5  | 9  |
| 9                                                     | Tiffany Scott / Phillip Dulebohn        | Estados Unidos   | 12.5 | 9  | 8  |
| 10                                                    | Kristy Sargeant / Kris Wirtz            | Canadá           | 15.5 | 11 | 10 |
| 11                                                    | Mariana Kautz / Norman Jeschke          | Alemanha         | 18.0 | 12 | 12 |
| 12                                                    | Marina Khalturina / Valeri Artyuchov    | Cazaquistão      | 19.0 | 16 | 11 |
| 13                                                    | Katerina Berankova / Otto Dlabola       | República Tcheca | 19.5 | 13 | 13 |
| 14                                                    | Inga Rodionova / Andrei Krukov          | Azerbaijão       | 21.0 | 14 | 14 |
| 15                                                    | Pang Qing / Tong Jian                   | China            | 22.5 | 15 | 15 |
| 16                                                    | Evgenia Filonenko / Alexander Chestnikh | Geórgia          | 25.0 | 18 | 16 |
| 17                                                    | Viktoria Shklover / Valdis Mintals      | Estônia          | 25.5 | 17 | 17 |
| 18                                                    | Olga Bestandigova / Josef Bestandig     | Eslováquia       | 27.5 | 19 | 18 |
| 19                                                    | Ekaterina Danko / Gennadi Emelienenko   | Bielorrússia     | 29.0 | 20 | 19 |
| Não avançaram para a patinação livre / programa longo |                                         |                  |      |    |    |
| WD                                                    | Julia Obertas / Dmitri Palamarchuk      | Ucrânia          |      | 10 |    |
| 21                                                    | Catherine Huc / Vivien Rolland          | França           |      | 21 |    |
| 22                                                    | Tatjana Zaharjeva / Jurijs Salmanovs    | Letônia          |      | 22 |    |

### Dança no gelo
| Pos.                              | Nome                                    | Nacionalidade        | Pontos | DC1 | DC2 | DO | DL |
| --------------------------------- | --------------------------------------- | -------------------- | ------ | --- | --- | -- | -- |
| Medalha de ouro                   | Marina Anissina / Gwendal Peizerat      | França               | 2.6    | 1   | 1   | 2  | 1  |
| Medalha de prata                  | Barbara Fusar-Poli / Maurizio Margaglio | Itália               | 3.4    | 2   | 2   | 1  | 2  |
| Medalha de bronze                 | Margarita Drobiazko / Povilas Vanagas   | Lituânia             | 7.0    | 4   | 4   | 4  | 3  |
| 4                                 | Irina Lobacheva / Ilia Averbukh         | Rússia               | 7.0    | 3   | 3   | 3  | 4  |
| 5                                 | Galit Chait / Sergei Sakhnovski         | Israel               | 10.4   | 6   | 6   | 5  | 5  |
| 6                                 | Kati Winkler / Rene Lohse               | Alemanha             | 11.6   | 5   | 5   | 6  | 6  |
| 7                                 | Elena Grushina / Ruslan Goncharov       | Ucrânia              | 14.0   | 7   | 7   | 7  | 7  |
| 8                                 | Naomi Lang / Peter Tchernyshev          | Estados Unidos       | 16.8   | 8   | 9   | 9  | 8  |
| 9                                 | Sylwia Nowak / Sebastian Kolasinski     | Polônia              | 18.4   | 9   | 8   | 10 | 9  |
| 10                                | Marie-France Dubreuil / Patrice Lauzon  | Canadá               | 20.8   | 10  | 11  | 11 | 10 |
| 11                                | Isabelle Delobel / Olivier Schoenfelder | França               | 23.0   | 12  | 12  | 12 | 11 |
| 12                                | Jamie Silverstein / Justin Pekarek      | Estados Unidos       | 25.4   | 14  | 14  | 13 | 12 |
| 13                                | Anna Semenovich / Roman Kostomarov      | Rússia               | 26.6   | 13  | 13  | 14 | 13 |
| 14                                | Eliane Hugentobler / Daniel Hugentobler | Suíça                | 29.2   | 15  | 16  | 15 | 14 |
| 15                                | Megan Wing / Aaron Lowe                 | Canadá               | 31.0   | 17  | 15  | 16 | 15 |
| 16                                | Natalia Romaniuta / Danil Barantsev     | Rússia               | 33.8   | 18  | 17  | 18 | 16 |
| 17                                | Alexandra Kauc / Filip Bernadowski      | Polônia              | 37.0   | 19  | 19  | 19 | 18 |
| 18                                | Nakako Tsuzuki / Rinat Farkhoutdinov    | Japão                | 37.2   | 21  | 20  | 20 | 17 |
| 19                                | Stephanie Rauer / Thomas Rauer          | Alemanha             | 39.8   | 20  | 21  | 21 | 19 |
| 20                                | Zita Gebora / Andras Visontai           | Hungria              | 43.0   | 25  | 24  | 22 | 20 |
| 21                                | Julie Keeble / Lukasz Zalewski          | Reino Unido          | 44.2   | 24  | 23  | 23 | 21 |
| 22                                | Zhang Weina / Cao Xianming              | China                | 45.4   | 23  | 22  | 24 | 22 |
| WD                                | Albena Denkova / Maxim Staviski         | Bulgária             |        | 11  | 10  | 8  |    |
| WD                                | Federica Faiella / Luciano Milo         | Itália               |        | 16  | 18  | 17 |    |
| Não avançaram para dança livre    |                                         |                      |        |     |     |    |    |
| 25                                | Angelika F܈Ring / Bruno Ellinger        | Áustria              |        | 22  | 25  | 26 |    |
| 26                                | Katarina Kovalova / David Szurman       | República Tcheca     |        | 26  | 26  | 25 |    |
| 27                                | Alissa De Carbonnel / Alexander Malkov  | Bielorrússia         |        | 28  | 28  | 27 |    |
| 28                                | Zuzana Durkovska / Marian Mesaros       | Eslováquia           |        | 27  | 27  | 28 |    |
| 29                                | Anna Mosenkova / Sergei Sychov          | Estônia              |        | 30  | 30  | 29 |    |
| 30                                | Tiffany Hyden / Vazgen Azrojan          | Armênia              |        | 29  | 29  | 30 |    |
| Não avançaram para dança original |                                         |                      |        |     |     |    |    |
| 31                                | Ana Galitch / Andrei Griazev            | Bósnia e Herzegovina |        | 31  | 31  |    |    |
| 32                                | Portia Duval-Rigby / Francis Rigby      | Austrália            |        | 32  | 32  |    |    |

## Quadro de medalhas
| Ordem | País           | Medalha de ouro | Medalha de prata | Medalha de bronze |    | Ordem por total |
| ----- | -------------- | --------------- | ---------------- | ----------------- | -- | --------------- |
| 1     | Rússia         | 2               | 1                | 1                 | 4  | 1               |
| 2     | Estados Unidos | 1               |                  | 1                 | 2  | 2               |
| 2     | França         | 1               |                  | 1                 | 2  | 3               |
| 4     | Canadá         |                 | 1                |                   | 1  | 3               |
| 4     | China          |                 | 1                |                   | 1  | 3               |
| 4     | Itália         |                 | 1                |                   | 1  | 3               |
| 7     | Lituânia       |                 |                  | 1                 | 1  | 3               |
| TOTAL | TOTAL          | 4               | 4                | 4                 | 12 | —               |